# Gerichtsamt Remse
Das Gerichtsamt Remse war zwischen 1856 und 1874 die unterste Verwaltungseinheit und von 1856 bis 1878 nach der Abschaffung der Patrimonialgesetzgebung im Königreich Sachsen Eingangsgericht. Es hatte seinen Amtssitz in der Gemeinde Remse.

## Geschichte
Nach dem Tod des sächsischen Königs Friedrich August II. wurde unter der Regierung von dessen Nachfolger König Johann nach dem Vorbild anderer Staaten des Deutschen Bundes die Abschaffung der Patrimonialgesetzgebung verordnet. An die Stelle der bisher im Königreich Sachsen in Stadt und Land vorhandenen Gerichte der untersten Instanz traten die zentral gelegenen Bezirksgerichte und Gerichtsämter in nahezu allen größeren Städten. Die Details der Verwaltungsreform regelten das sächsische Gerichtsverfassungsgesetz vom 11. August 1855 und die Verordnung über die Bildung der Gerichtsbezirke vom 2. September 1856.
Stichtag für das Inkrafttreten der neuen Behördenstruktur im Königreich Sachsen war der 1. Oktober 1856. Das neu gebildete Gerichtsamt Remse unterstand dem Bezirksgericht Zwickau. Es entstand als Nachfolge der aufgehobenen Patrimonialgerichtsbarkeit der Herrschaft Remse. Es handelte sich um eine der Schönburgischen Rezessherrschaften. Hier konnte der sächsische Staat die Patrimonialgerichtsbarkeit aufheben. In den umliegenden Schönburgischen Lehnsherrschaften blieb diese noch bis 1879 erhalten. Neben allen Orten der Herrschaft Remse wurden einige sächsische Orte dem Gerichtsamt zugeordnet. Sein Gerichtsbezirk umfasste Remse, Breitenbach, Ebersbach, Franken (anteilig), Frohnsdorf (sächsischer Anteil), Gähsnitz, Harthau bei Tettau, Hoyersdorf (sächsischer Anteil), Kertzsch, Kleinchursdorf, Lipprandis (anteilig), Neukirchen bei Waldenburg, Niederarnsdorf, Oberdorf, Oberwiera (anteilig), Oberwinkel, Oertelshain, Reichenbach, Schwaben (anteilig), Seiferitz (anteilig), Tettau, Thiergarten, Tirschheim, Uhlmannsdorf (Ziegel-), Weidensdorf, Wickersdorf, Wünschendorf und Ziegelheim.
Nach der Neustrukturierung der Gerichtsorganisation gemäß dem Gesetz über die Organisation der Behörden für die innere Verwaltung vom 21. April 1873 gingen die Verwaltungsbefugnisse der Gerichtsämter 1874 auf die umgestalteten bzw. neu gebildeten Amtshauptmannschaften über.
Seitdem das bisherige königliche Gericht als königliches Gerichtsamt bezeichnet wurde, führte sein Vorstand den Titel Gerichtshauptmann.
Die Verwaltungsaufgaben des Gerichtsamtes Remse wurden im Zuge der Neustrukturierung der sächsischen Gerichtsorganisation gemäß dem Gesetz über die Organisation der Behörden für die innere Verwaltung vom 21. April 1873 in die im Jahre 1874 neugeschaffene Amtshauptmannschaft Plauen mit Sitz in der Stadt Plauen integriert.
Im Zuge der Umsetzung der Reichsjustizgesetze ging auch die Schönburgische Gerichtshoheit in den Schönburgischen Lehnsherrschaften auf den Staat über. Damit war der Weg frei, die Gerichtsbezirke rein nach geografischen Gesichtspunkten neu festzulegen. Das Gerichtsamt Remse wurde daher am 31. Dezember 1878 aufgelöst und sein Sprengel unter den (noch Schönburgischen) Gerichtsämtern Glauchau, Meerane, Waldenburg und Hohenstein-Ernstthal verteilt. 1879 wurden diese dann aufgehoben und durch staatliche Amtsgerichte ersetzt.